# 刘宝楠故居
刘宝楠故居，位于江苏省扬州市宝应县安宜镇城中社区卢家巷28号，是一处宝应县文物保护单位。这座清代三合院，是道光进士、经学大师刘宝楠（1791－1855）的故居，占地面积280平方米，建筑面积180平方米。